# Fu Mingxia
Fu Mingxia (pinyin:Fú Míngxiá), född 16 augusti 1978 i Wuhan, Hubei, är en kinesisk simhoppare och som totalt vann fyra OS-guld mellan 1992 och 2000.
Mingxia vann även två VM-guld mellan 1991 och 1994.

## Karriär
Fu Mingxia började att läsa sig simma i en flod av sin far Fu Yijun. Vid 5-årsåldern började hon att träna gymnastik, men senare bytte hon till simhopp. Vid 9-årsåldern reste hon till Peking. Senare blev hon tränad av Jian Li You. När hon deltog i de asiatiska spelen 1990 i Peking, blev hon den yngsta världsmästaren någonsin.

## Utbildning och äktenskap
Efter att ha vunnit medaljer i de olympiska sommarspelen 2000 i Sydney, åkte Fu Mingxia till College för att läsa ekonomi. Den 15 juli 2002 gifte hon sig med Antony Leung, den dåvarande finanssekreteraren i Hongkongs regering, på Hawaii. Tillsammans har de en dotter (född 26 februari 2003) och två söner (födda 12 december 2004 och 25 april 2008).

### Fotnoter
1. ↑  ”Fu Mingxia Bio, Stats, and Results - Olympics at Sports.reference.com”. sportsreference.com. Sportsreference. Arkiverad från originalet den 20 november 2008. https://web.archive.org/web/20081120092954/http://sports-reference.com/olympics/athletes/fu/fu-mingxia-1.html. Läst 7 oktober 2015.
2. ↑  HistoFINA - DIVING MEDALLISTS AND STATISTICS Arkiverad 2 april 2015 hämtat från the Wayback Machine. (engelska)